# Waldmünchen
Waldmünchen (česky Mnichov nad Lesy) je město v německé spolkové zemi Bavorsko, v zemském okrese Cham ve vládním obvodu Horní Falc. Území obce sousedí s Českem.
Žije zde přibližně 6 800 obyvatel. Ve městě stojí kostel sv. Štěpána.

## Poloha
Sousední obce jsou: Česká Kubice (Česko), Gleißenberg, Nemanice (Česko), Schönthal, Treffelstein, Waffenbrunn a Weiding.

## Galerie

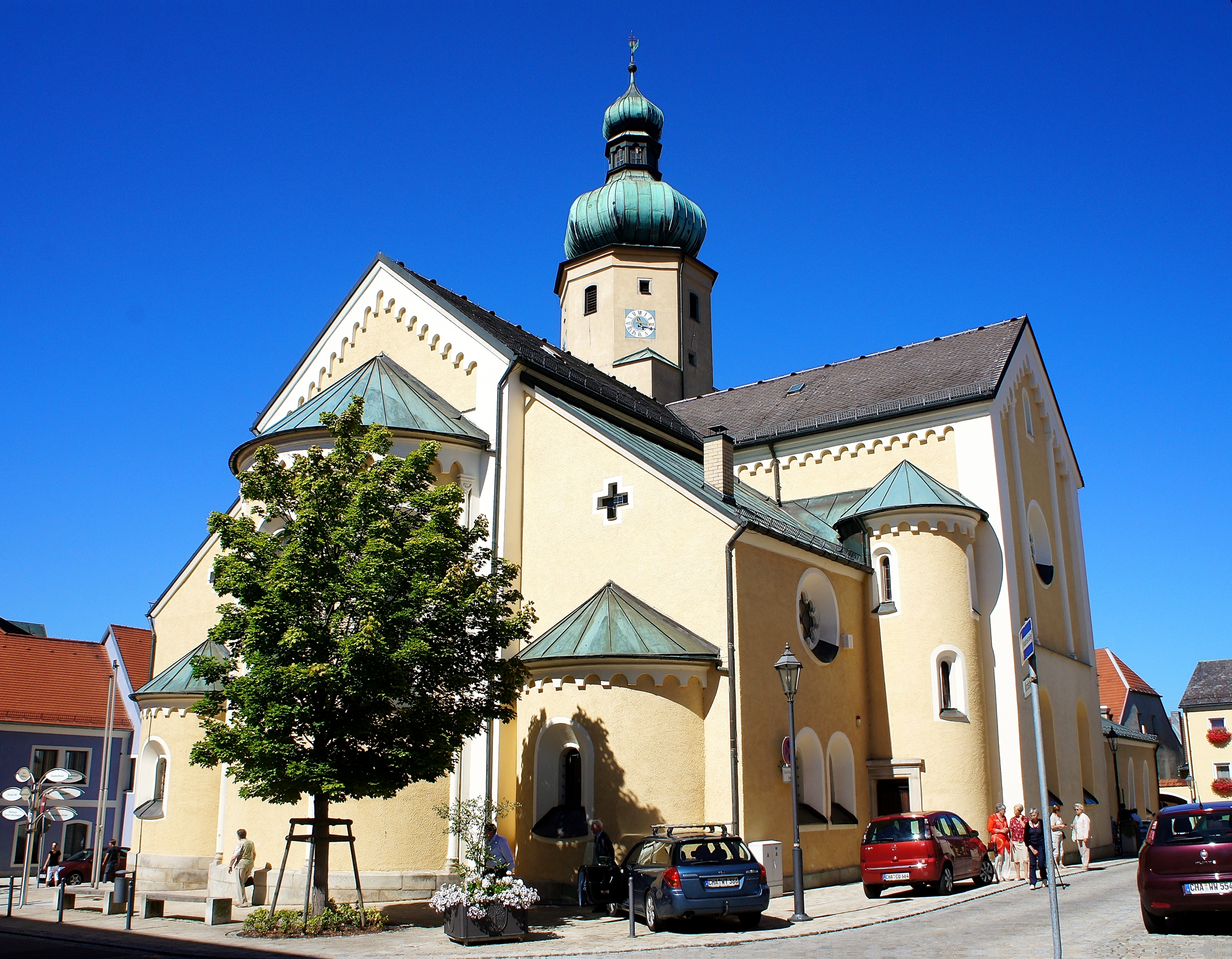
Kostel sv. Štěpána
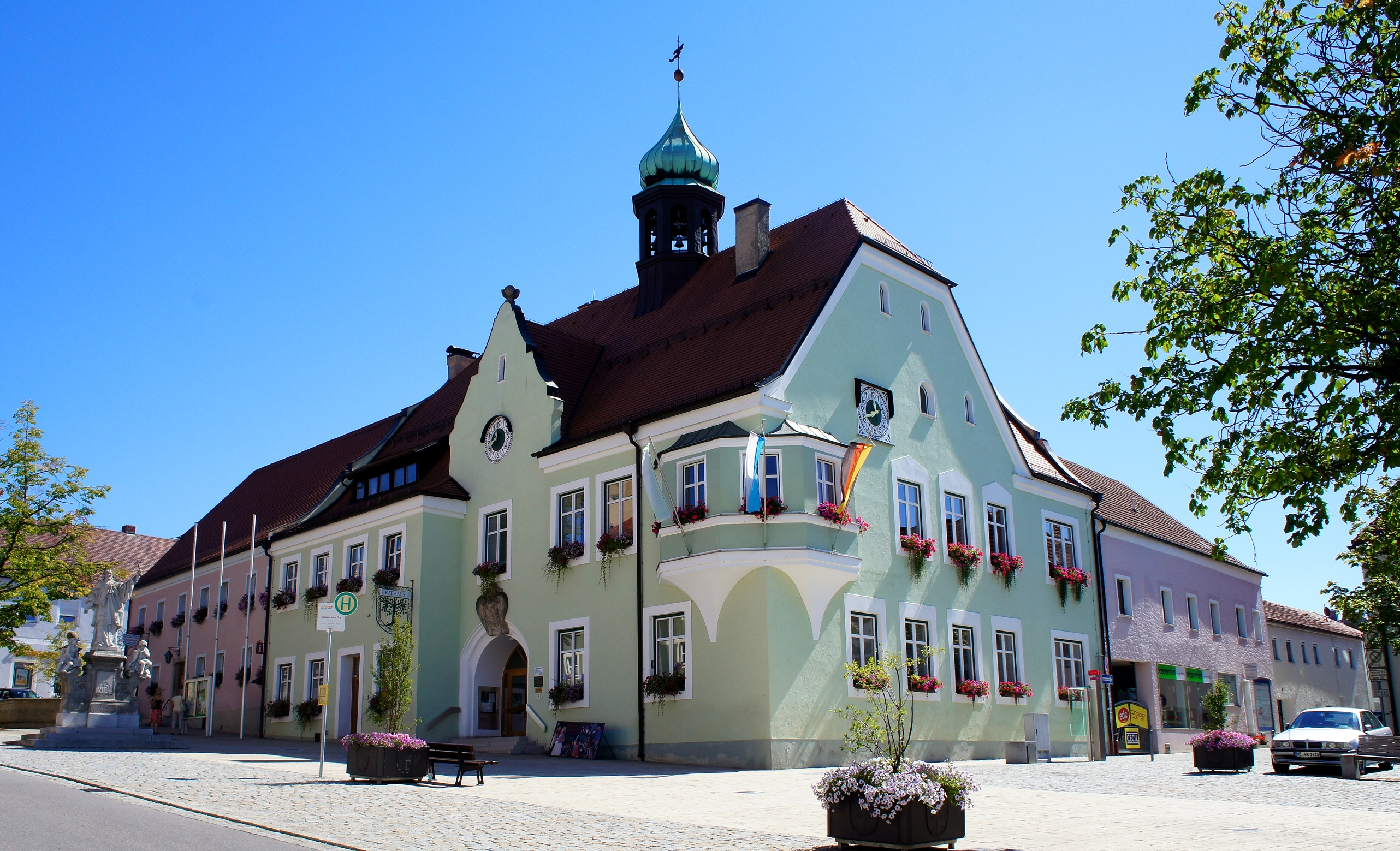
Radnice